# Midnight Cowboy
Midnight Cowboy er en kritikerrost amerikansk dramafilm fra 1969 instrueret John Schlesinger efter James Leo Herlihys roman af samme navn fra 1965. Filmen har Dustin Hoffman og Jon Voight i hovedrollerne.
Den blev i 1970 tildelt tre Oscars for bedste film, bedste instruktør og bedste filmatisering. Den vandt også hele 7 BAFTA-priser (blandt andet for bedste film) og tillæg til dette vandt Jon Voight en Golden Globe for bedste nykommer i film.
Den blev meget godt modtaget af filmkritikerne og har opnået så meget som 90% på Rotten Tomatoes. Den kendte amerikanske filmanmelder Roger Ebert gav den tre af fire stjerner. Den blev en publikumssucces og indbragte $44,8 millioner ved amerikanske biografer i 1969.

## Medvirkende
- Dustin Hoffman som Enrico "Ratso" Rizzo
- Jon Voight som Joe Buck
- Sylvia Miles som Cass
- John McGiver som Mr. O'Daniel
- Brenda Vaccaro som Shirley
- Barnard Hughes som Towny

## Aldersgrænse
Da Midnight Cowboy blev udgivet, gav det amerikanske rating-system MPAA den en X-rating, hvilket gør den til den eneste X-ratede film som er blevet tildelt en Oscar for bedste film.